# Cavan (Ierland)

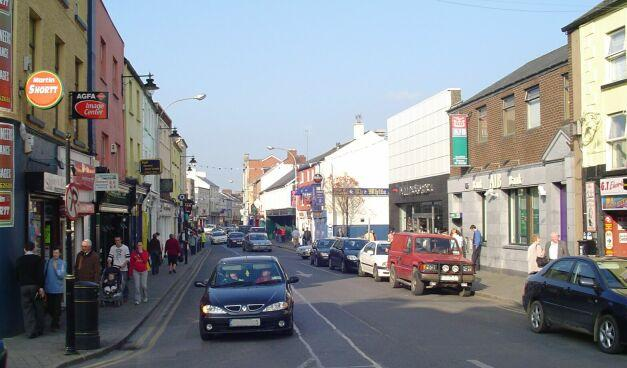
Centrum van Cavan, Main street

Cavan (Iers: An Cabhán, "de holte") is de hoofdstad van het gelijknamige graafschap in Ierland. De plaats is ontstaan toen de O'Reilly clan van Oost-Breffni er hun zetel nam, en er een Franciscaanse abdij werd gebouwd aan het eind van de 13e eeuw.
Aan het eind van de 19e eeuw werd Cavan een belangrijk punt in de railverbinding tussen de lijnen van het midden en westen van het land en die in het noorden. Deze verbinding is sinds het midden van de 20e eeuw niet meer in gebruik, en dit is een gemis voor de nu sterk groeiende stad.
De stad ligt aan de N3 die de stad verbindt met onder andere Dublin en Enniskillen in Noord-Ierland. Het is ongeveer 1,5 uur rijden vanaf Dublin, en 45 minuten naar Enniskillen. Er is een busdienst die ieder uur vanaf Dublin vertrekt.
Cavan is de zetel van het rooms-katholieke bisdom Kilmore. Oorspronkelijk was de zetel in Kilmore. Kathedraal van het bisdom is de Cathedral of Saints Patrick and Felim, die na de Tweede Wereldoorlog werd geopend.

## Externe link

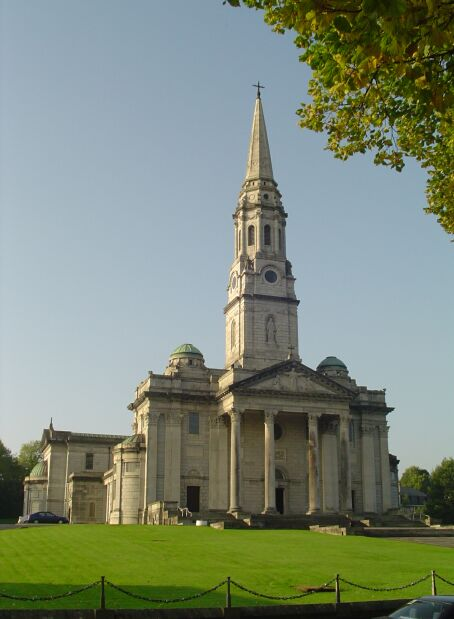
Kathedraal van Saints Patrick and Felim